# کانتون ایسابلا
ایزابلا (به اسپانیایی: Cantón Isabela) یک منطقهٔ مسکونی در اکوادور است که در استان گالاپاگوس واقع شده‌است. ایزابلا ۵٬۳۶۷ کیلومتر مربع مساحت و ۱٬۷۸۰ نفر جمعیت دارد.